# Attila bolivianus
Attila bolivianus là một loài chim trong họ Tyrannidae.